# マラガ
マラガ（スペイン語: Málaga: スペイン語: [ˈmalaɣa]）は、スペイン・アンダルシア州マラガ県のムニシピオ（基礎自治体）。マラガ県の県都である。地中海岸のリゾート地であるコスタ・デル・ソルの中心に当たる。
世界有数の歴史を持つ都市であり、紀元前770年頃にフェニキア人によって建設されたマラカ(Malaka)にさかのぼる。紀元前6世紀からはカルタゴの支配下にあり、紀元前218年からはマラカ(Malaca)として古代ローマの支配下にあった。ローマ帝国が崩壊し、西ゴート王国の支配が終焉すると、約800年間はイスラーム勢力の支配下にあった。1487年にはカスティーリャ王国のレコンキスタによってキリスト教勢力の支配下に戻った。フラメンコの様式であるマラゲーニャはマラガで産み出された。2016年には欧州文化首都の候補となった。

## 地理
マラガはグアダルメディナ川の河口部に形成された町で、港湾設備も有する。マラガが属するアンダルシア州の海岸部には、西から大西洋の外洋に面しているウエルバ県、イベリア半島とアフリカ大陸を隔てるジブラルタル海峡に面しているカディス県、そして地中海に面するマラガ県、グラナダ県、アルメリア県と並んでいる。このようにアンダルシア州の海岸部の中央に位置しているのがマラガ県であり、その県都がマラガである。この付近の地中海沿岸は、コスタ・デル・ソルと呼ばれ、マラガは、その中心地に位置する都市でもある。なお、ジブラルタル海峡からは、約130km離れている。また、背後の内陸部にはマラガ山地が連なっている。
2017年の人口は569,002人であり、アンダルシア州ではセビリアに次いで第2位、スペインではマドリード、バルセロナ、バレンシア、セビリア、サラゴサに次いで第6位である。ヨーロッパの大都市としては最も南にある（緯度が低い）。

### 行政区
マラガの自治体域は11の行政区に分けられる。
| 番号 | 区                             | 面積      | 人口      | 地図 |
| ---- | ------------------------------ | --------- | --------- | ---- |
| 1    | セントゥロ区（中央区）         | 5.87km2   | 84,988人  |      |
| 2    | エステ区                       | 126.63km2 | 67,289人  |      |
| 3    | シウダ・ハルディン区           | 76.21km2  | 37,769人  |      |
| 4    | バイレン＝ミラフローレス区     | 6.93km2   | 62,834人  |      |
| 5    | パルマ＝パルミーリャ区         | 25.37km2  | 29,862人  |      |
| 6    | クルス・デ・ウミリャデーロ区   | 9.91km2   | 93,955人  |      |
| 7    | カレテラ・デ・カディス区       | 5.60km2   | 113,424人 |      |
| 8    | チュリアナ区                   | 37.32km2  | 20,449人  |      |
| 9    | カンパニーリャス区             | 59.77km2  | 17,472人  |      |
| 10   | プエルト・デ・ラ・トーレ区     | 42.26km2  | 49,442人  |      |
| 11   | テアティーノス＝ウニベルシダ区 |           |           |      |

### 都市圏
地中海の海岸線に沿って都市的地域が伸びており、リンコン・デ・ラ・ビクトリア、トレモリーノス、ベナルマデナ、フエンヒローラ、アラウリン・デ・ラ・トーレ、ミハス、マルベーリャ、サン・ペドロ・アルカンタラなどの自治体がマラガの都市的地域に含まれている。2012年時点でマラガの都市的地域は827.33 km2の面積に1,066,532人の人口を有する。
マラガ都市圏は、これらの自治体に加えて、内陸部の山岳地帯にある自治体や、さらに遠方の沿岸部にある自治体も含まれる。マラガの西側の自治体ではカルタマ、ピサーラ、コリン、モンデ、オヘン、アラウリン・エル・グランデ、エステポナが、北側の自治体ではカサベルメハが、東側の自治体ではトタラン、アルガロボ、トロフ、ベレス＝マラガがマラガ都市圏に含まれる。マラガ都市圏の人口は定義にもよるが130万人から160万人であり、都市圏人口は増加傾向にある。

### 人口
2017年の自治体人口は569,002人だった。1970年代以降、外国人居住者数が大幅に増加しており、特にイギリス人とドイツ人が多い。外国人居住者は地中海岸の地区に多い。
| マラガの人口推移 1900－2010                             |
|                                                         |
| 出典:INE（スペイン国立統計局）1900年 - 1991年、1996年 - |

### 気候
マラガは亜熱帯性の特徴を持つ地中海性気候であり、ケッペンの気候区分ではCsaに分類される。年間日照時間は長く、年間300日の晴天日に対し、雨天日は40日から45日程度しかない。冬季は気温があまり下がらずに穏やかである反面、夏季は暑く乾燥しがちであり、特にアフリカ大陸方向から地中海を越えてくる熱風が吹き込むと高温になる。ただし、地中海岸に沿って東の方向から吹いてくる涼風の影響も受ける沿岸地域であるため、内陸部と比べると夏の暑さは幾分しのぎやすい。
ヨーロッパの人口50万人以上の都市の中では最も冬季の気温が高く、12月から2月の平均気温は摂氏17度から18度である。冬季にはマラガ山地がスペイン内陸部の寒い気候を遮断する役目を果たす。4月から11月までは夏季であるが、12月から3月までの期間も気温が摂氏24度を超える場合がある。日中の年平均気温は摂氏23.3度であり、夜間の年平均気温は摂氏13.7度である。最寒月である1月の日中の気温は摂氏13度から20度であり、夜間の気温は摂氏5度から13度である。最暖月である8月の日中の気温は摂氏26度から34度であり、夜間の気温は摂氏20度を超える。1月の平均海水温は摂氏16度から17度であり、8月の平均海水温は摂氏26度である。
| マラガの気候                                                   | マラガの気候 | マラガの気候 | マラガの気候 | マラガの気候 | マラガの気候 | マラガの気候 | マラガの気候 | マラガの気候 | マラガの気候 | マラガの気候 | マラガの気候 | マラガの気候 | マラガの気候 |
| 月                                                             | 1月          | 2月          | 3月          | 4月          | 5月          | 6月          | 7月          | 8月          | 9月          | 10月         | 11月         | 12月         | 年           |
| -------------------------------------------------------------- | ------------ | ------------ | ------------ | ------------ | ------------ | ------------ | ------------ | ------------ | ------------ | ------------ | ------------ | ------------ | ------------ |
| 平均最高気温 °C （°F）                                         | 16.6 (61.9)  | 17.7 (63.9)  | 19.1 (66.4)  | 21.0 (69.8)  | 23.8 (74.8)  | 27.3 (81.1)  | 29.9 (85.8)  | 30.3 (86.5)  | 27.9 (82.2)  | 23.7 (74.7)  | 20.0 (68)    | 17.4 (63.3)  | 23.0 (73.4)  |
| 日平均気温 °C （°F）                                           | 12.0 (53.6)  | 12.8 (55)    | 14.1 (57.4)  | 15.6 (60.1)  | 18.7 (65.7)  | 22.2 (72)    | 24.8 (76.6)  | 25.4 (77.7)  | 23.1 (73.6)  | 19.0 (66.2)  | 15.4 (59.7)  | 12.9 (55.2)  | 18.0 (64.4)  |
| 平均最低気温 °C （°F）                                         | 7.3 (45.1)   | 7.9 (46.2)   | 9.0 (48.2)   | 10.4 (50.7)  | 13.4 (56.1)  | 17.1 (62.8)  | 19.7 (67.5)  | 20.5 (68.9)  | 18.2 (64.8)  | 14.3 (57.7)  | 10.8 (51.4)  | 8.4 (47.1)   | 13.0 (55.4)  |
| 降水量 mm （inch）                                             | 81 (3.19)    | 55 (2.17)    | 49 (1.93)    | 41 (1.61)    | 25 (0.98)    | 12 (0.47)    | 2 (0.08)     | 6 (0.24)     | 16 (0.63)    | 56 (2.2)     | 95 (3.74)    | 88 (3.46)    | 526 (20.71)  |
| 平均降水日数 （≥1 mm）                                         | 6            | 5            | 4            | 5            | 3            | 2            | 0            | 0            | 2            | 4            | 5            | 6            | 43           |
| 平均月間日照時間                                               | 172          | 178          | 218          | 229          | 282          | 302          | 338          | 309          | 247          | 213          | 173          | 158          | 2,815        |
| 出典：世界気象機関 (国際連合), Agencia Estatal de Meteorología |              |              |              |              |              |              |              |              |              |              |              |              |              |

## 歴史
紀元前1000年頃、フェニキア人が現在のマラガの位置に「マラカ」（Malaka）という都市を建てた。「マラカ」の名はおそらくフェニキア語の「塩」から来ており、港で魚が塩漬けにされたことによる。その6世紀ほど後、カルタゴの領土だったイベリア半島の他の地域と共に、ローマ人により征服された。5世紀からは西ゴート王国の支配下に入った。
8世紀にイベリア半島はイスラム教徒に征服され、マラガは重要な貿易の中心地となった。マラガは後ウマイヤ朝に領有された後、タイファ時代にはグラナダとは独立した王国の首都となった。この時期、マラガは「マラカー」（アラビア語：مالقة）と呼ばれていた。レコンキスタの最終期になってから1487年にスペイン王国に征服された。1704年に沖合でスペイン継承戦争の局地戦であるマラガの海戦が起こった。

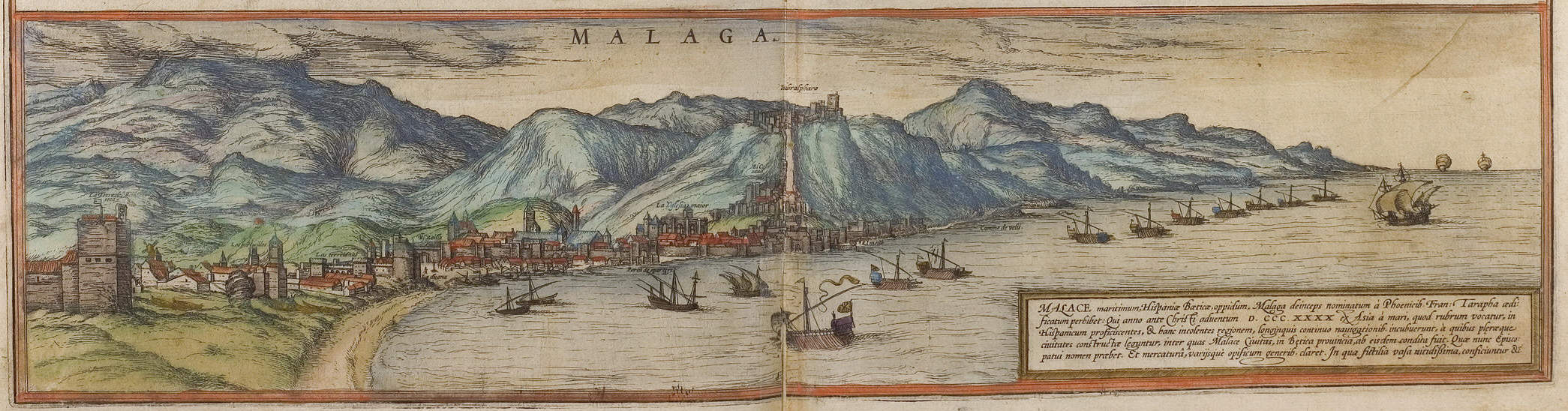
1572年当時のマラガ

スペイン内戦中のマラガの戦い

1919年にはマラガ空港が開港し、フランスのトゥールーズ、スペインのバルセロナとアリカンテとマラガ、アルジェリアのカサブランカを結ぶ定期便の航路に組み込まれた。1920年代、詩人のフェデリコ・ガルシア・ロルカを含むマラガの知識人は、フラメンコ歌手が歌うカフェ・デ・チニータスを社交の場とした。1931年3月14日にスペイン第二共和政が成立すると、スペイン各地で修道院や教会などの宗教施設が破壊される暴動が起こり、マラガはスペインの中でも修道院焼き討ち(英語版)が特に激しかった都市となった。この焼き討ちでは多くの歴史資料・宗教画・図書資料などが破壊されており、17世紀の彫刻家であるペドロ・デ・メナの作品なども破壊されている。
1936年7月にスペイン内戦が勃発すると、1937年2月初頭にはマラガの戦いが起こり、共和国派の支配下にあったマラガはフランシスコ・フランコ率いるナショナリスト派とイタリア軍の攻撃にさらされた。約1週間の戦いで共和国派が敗北し、マラガはナショナリスト派に占領された。多くの民間人や兵士がアルメリアに向かって敗走したが、空軍・海軍・戦車・砲兵などによって攻撃されるマラガ＝アルメリア道の虐殺も起こった。
1950年代以降にはコスタ・デル・ソルの観光ブームが起こり、多くの外国人観光客が訪れたことでマラガの経済は発展した。この時代にはマラガ県各地から県都マラガへの人口の移動も起こっている。1972年8月18日には既存の高等教育機関を統合し、マラガ県初の公立大学であるマラガ大学が設立された。1988年9月27日にはマラガからトレモリーノスが分離されて独立したムニシピオ（基礎自治体）となった。これによってマラガの人口は約5万人（約10%）減少している。1992年には先端技術を扱う企業などが入るアンダルシア・テクノロジーパークが発足した。

## 政治
| 任期      | 首長名                                                             | 政党                     |
| --------- | ------------------------------------------------------------------ | ------------------------ |
| 1979–1983 | Pedro Aparicio Sánchez                                             | スペイン社会労働党(PSOE) |
| 1983–1987 | Pedro Aparicio Sánchez                                             | スペイン社会労働党(PSOE) |
| 1987–1991 | Pedro Aparicio Sánchez                                             | スペイン社会労働党(PSOE) |
| 1991–1995 | Pedro Aparicio Sánchez                                             | スペイン社会労働党(PSOE) |
| 1995–1999 | Celia Villalobos Talero                                            | 国民党(PP)               |
| 1999–2003 | Celia Villalobos Talero(99-00) Francisco de la Torre Prados(00-03) | 国民党(PP) 国民党(PP)    |
| 2003–2007 | Francisco de la Torre Prados                                       | 国民党(PP)               |
| 2007–2011 | Francisco de la Torre Prados                                       | 国民党(PP)               |
| 2011–2015 | Francisco de la Torre Prados                                       | 国民党(PP)               |
| 2015–2019 | Francisco de la Torre Prados                                       | 国民党(PP)               |
| 2019–2023 | n/d                                                                | n/d                      |
| 2023–     | n/d                                                                | n/d                      |

## 経済
マラガにおいて重要な産業は観光業や建設業であるが、運輸業や物流業なども拡大している。アンダルシア州最大の銀行であるユニカハはマラガに本部を置いている。1992年には研究学園都市であるアンダルシア・テクノロジーパークが発足した。マラガはスペイン南部における経済と金融の中心地であり、経済活動においてはマドリード、バルセロナ、バレンシアに次いで第4位の都市である。

### 観光業
マラガはリゾート地コスタ・デル・ソルの中心にあり、人気のある観光地でもある。イギリス、アイルランド、オランダ、ドイツなどから格安航空便が飛んでいる。マラガを拠点として、セビリア、コルドバ、グラナダ、ハエンなどへ鉄道やバス、乗用車で訪れることができる。
- マラガ・ピカソ美術館（スペイン語版） - パブロ・ピカソを主題とする美術館。ブエナビスタ宮殿に2003年に開館した。
- マラガ大聖堂（スペイン語版） - ルネサンス様式の大聖堂。ディエゴ・シロエ（英語版）が設計し、1528年から1782年にかけて建設された。1931年には重要文化財に指定された。
- アルカサバ（スペイン語版） - 要塞。1931年には重要文化財に指定された。イスラーム時代の11世紀以降に建設された。
- ヒブラルファロ城（スペイン語版） - 市街地南東にある山城。
- マラガ闘牛場（スペイン語版） - ネオムデハル様式（英語版）の闘牛場。外観は十六角形であり、直径52メートルのリングを有する。1876年に完成した。1981年には重要文化財に指定された。

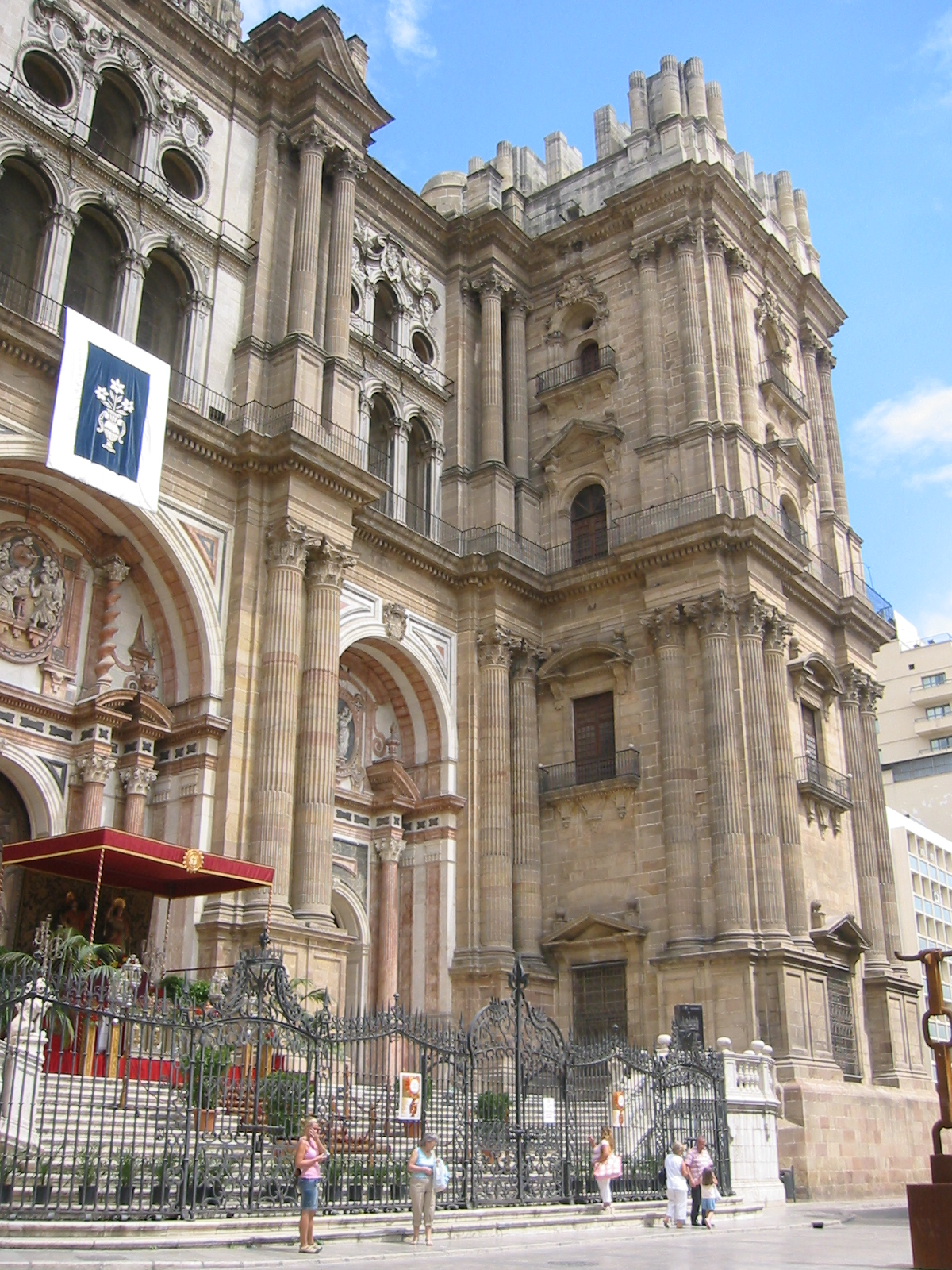
マラガ大聖堂
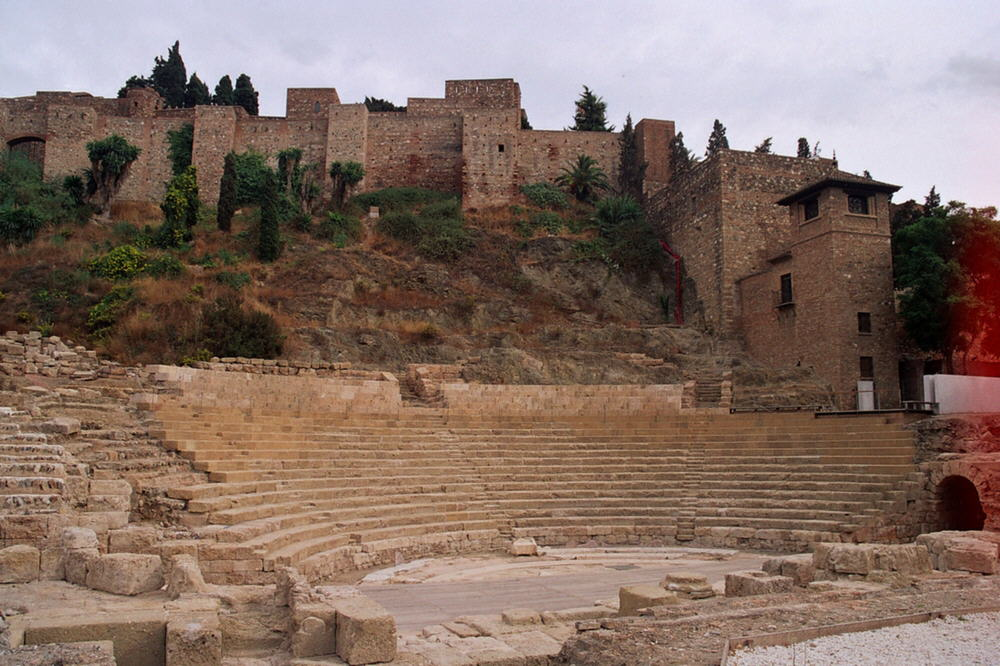
ローマ劇場とアルカサバ
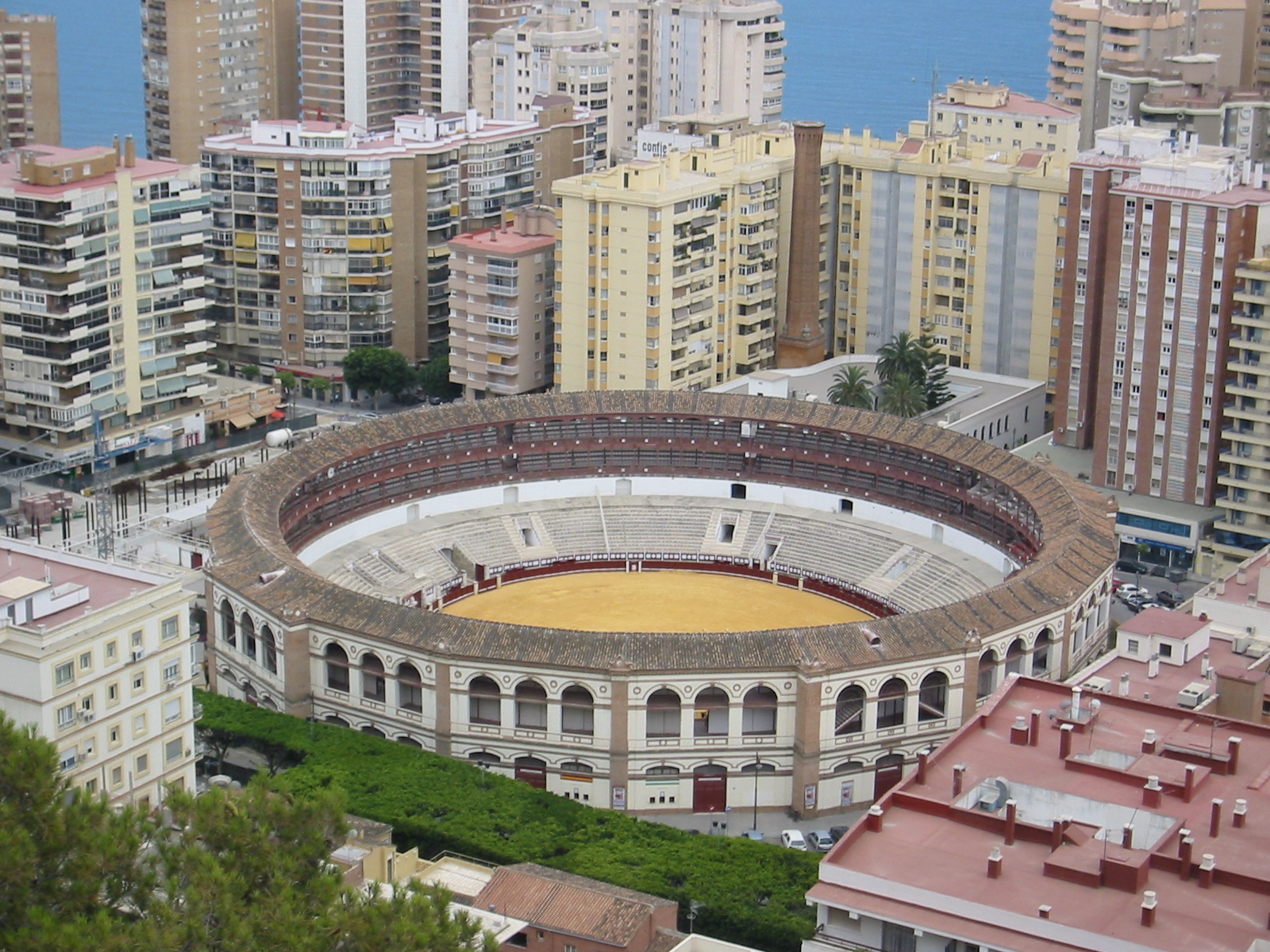
マラガ闘牛場
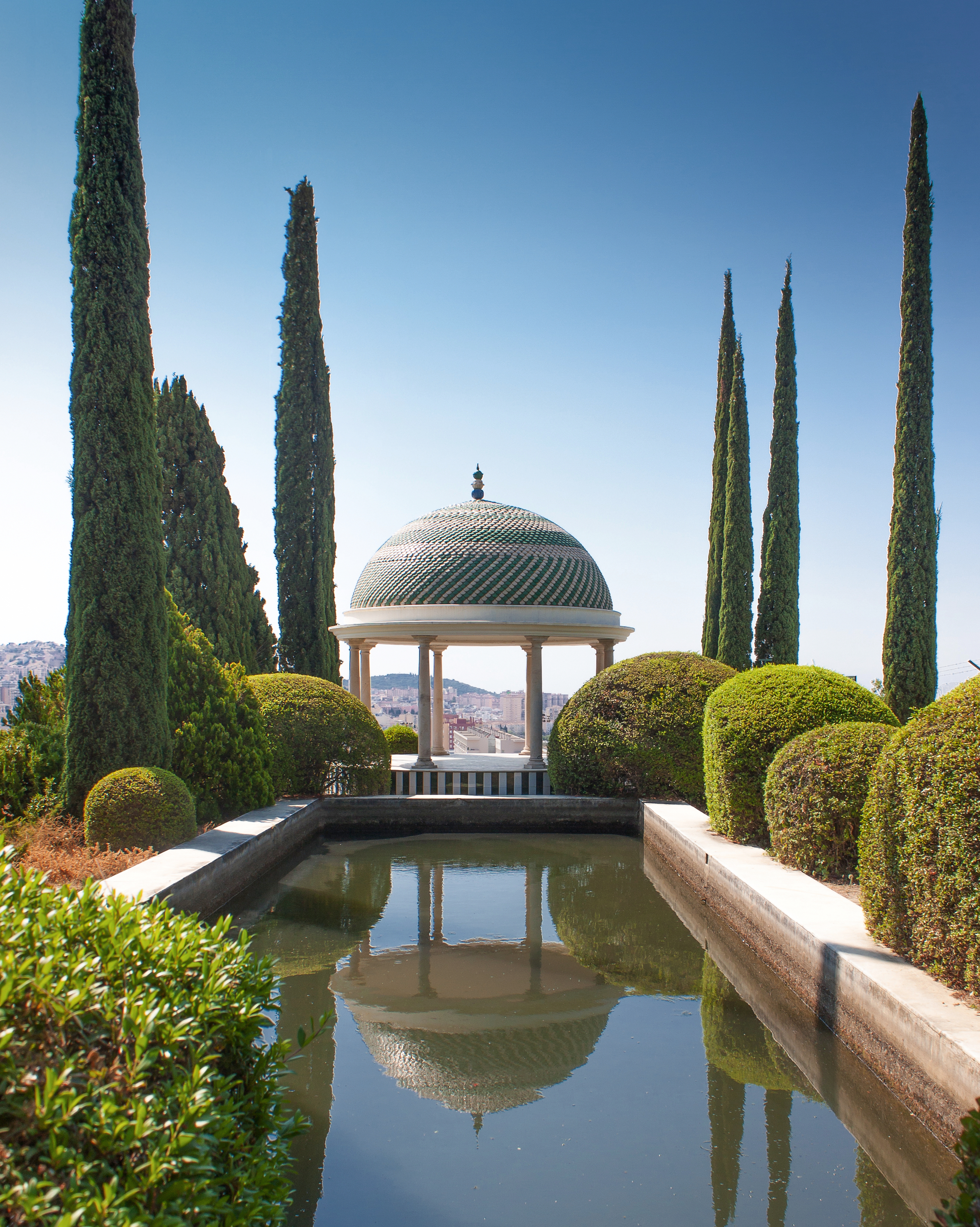
マラガにある庭園

## 社会

### 交通
航空

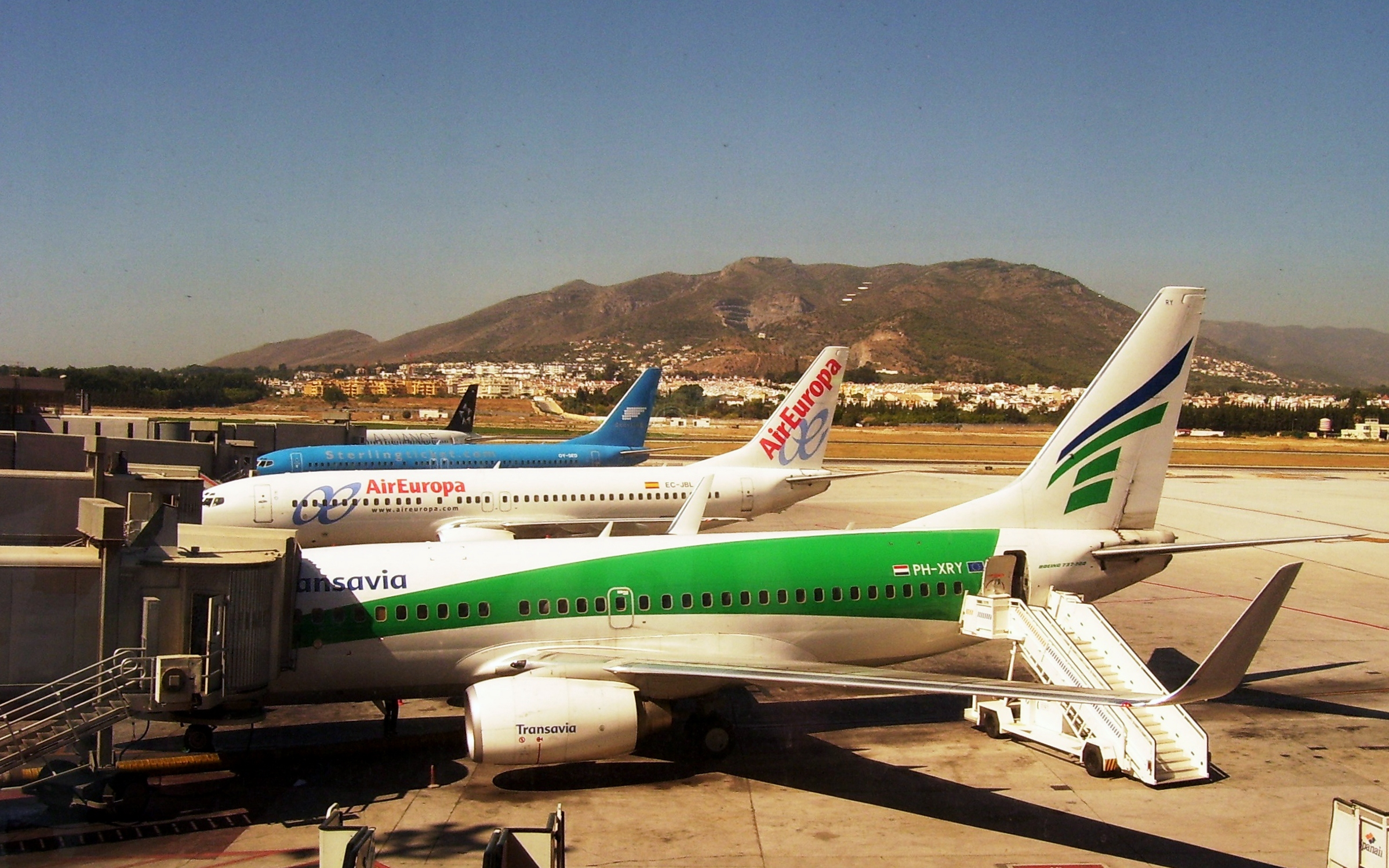
マラガ＝コスタ・デル・ソル空港

マラガの中心市街地から南西8キロメートルにはマラガ＝コスタ・デル・ソル空港がある。2008年の旅客数は1281万人であり、アドルフォ・スアレス・マドリード＝バラハス空港、バルセロナ＝エル・プラット空港、パルマ・デ・マヨルカ空港に次いでスペイン第4位だった。マラガ＝コスタ・デル・ソル空港はアンダルシア州最大の空港であり、旅客数の85%は国際便の旅客だった。北ヨーロッパ、東ヨーロッパ、中央ヨーロッパだけでなく、北アフリカ、中東（リヤドやクウェートなど）、北アメリカ（ニューヨークやトロントなど）などに向けた国際便も運航されている。
鉄道

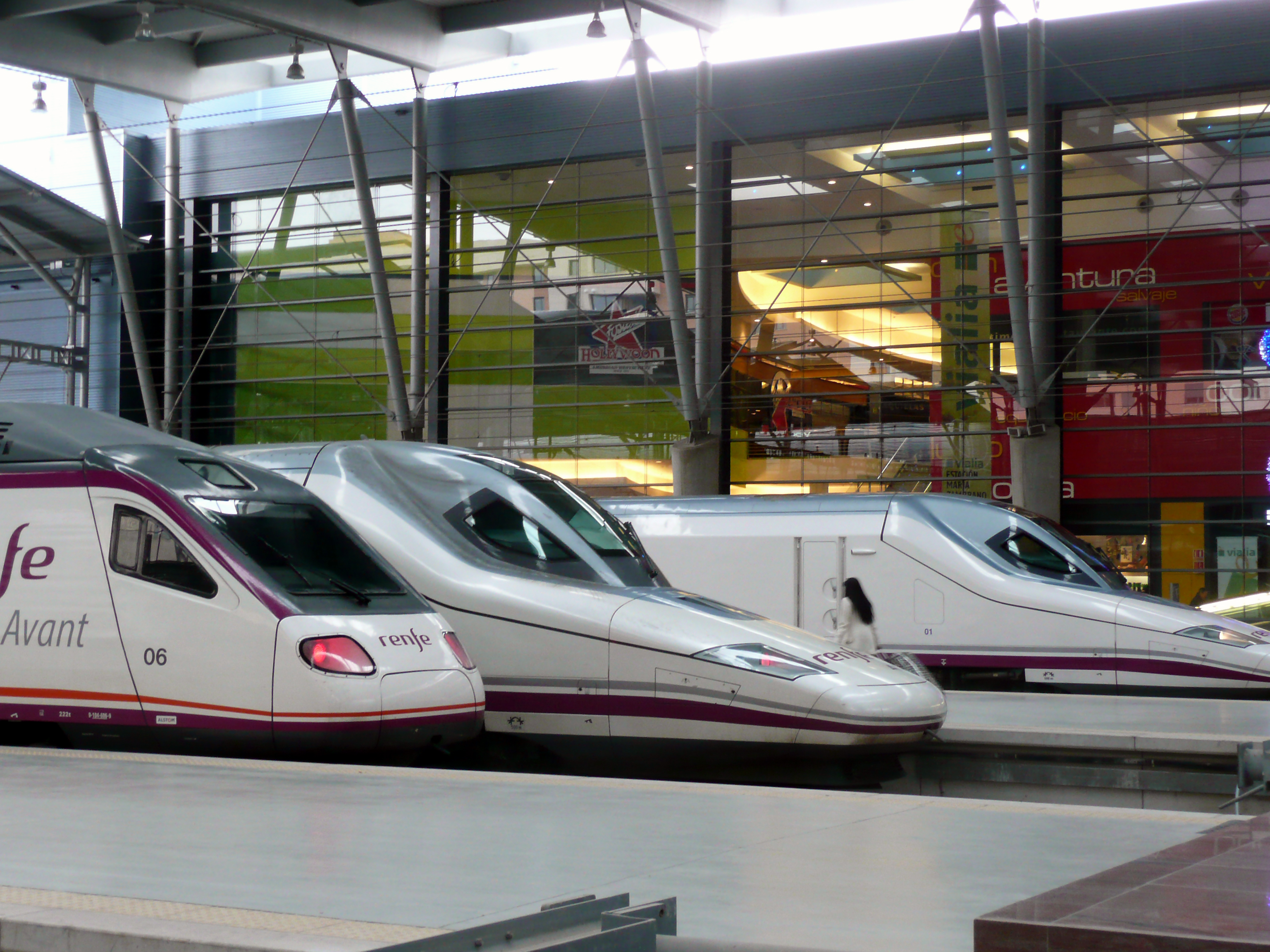
マラガ＝マリア・サンブラーノ駅に停車するAVEの車両

1992年にはスペイン初の高速鉄道線（AVE）としてマドリード＝セビリア高速鉄道線が開通し、コルドバから在来線に乗り換えることでマラガを訪れることができた。2007年にはコルドバとマラガの間の高速鉄道路線が完成、マドリード＝マラガ高速鉄道線が開通し、マドリードから乗り換えなしでマラガを訪れることができる。コルドバからの距離は約150キロメートルであり、プエンテ・ヘニルとアンテケーラに途中駅が設けられている。
1990年代後半には交通渋滞の緩和のためにライトレールの建設が提案され、2014年7月30日にはマラガ・メトロ（マラガ地下鉄）の2路線（計17駅、計11.3 km）が開業した。1号線はマラガの中心市街地と西部のマラガ大学やビルヘン・デ・ラ・ビクトリア大学病院などを結んでいる。2号線はマラガの中心市街地と南西部のパラシオ・デ・デポルテス・ホセ・マリア・マルティン・カルペナ（スポーツアリーナ）などを結んでいる。市内中心部では両路線ともに地下を走行しており、1号線は郊外で地上に出るが、2号線は全線が地下区間である。

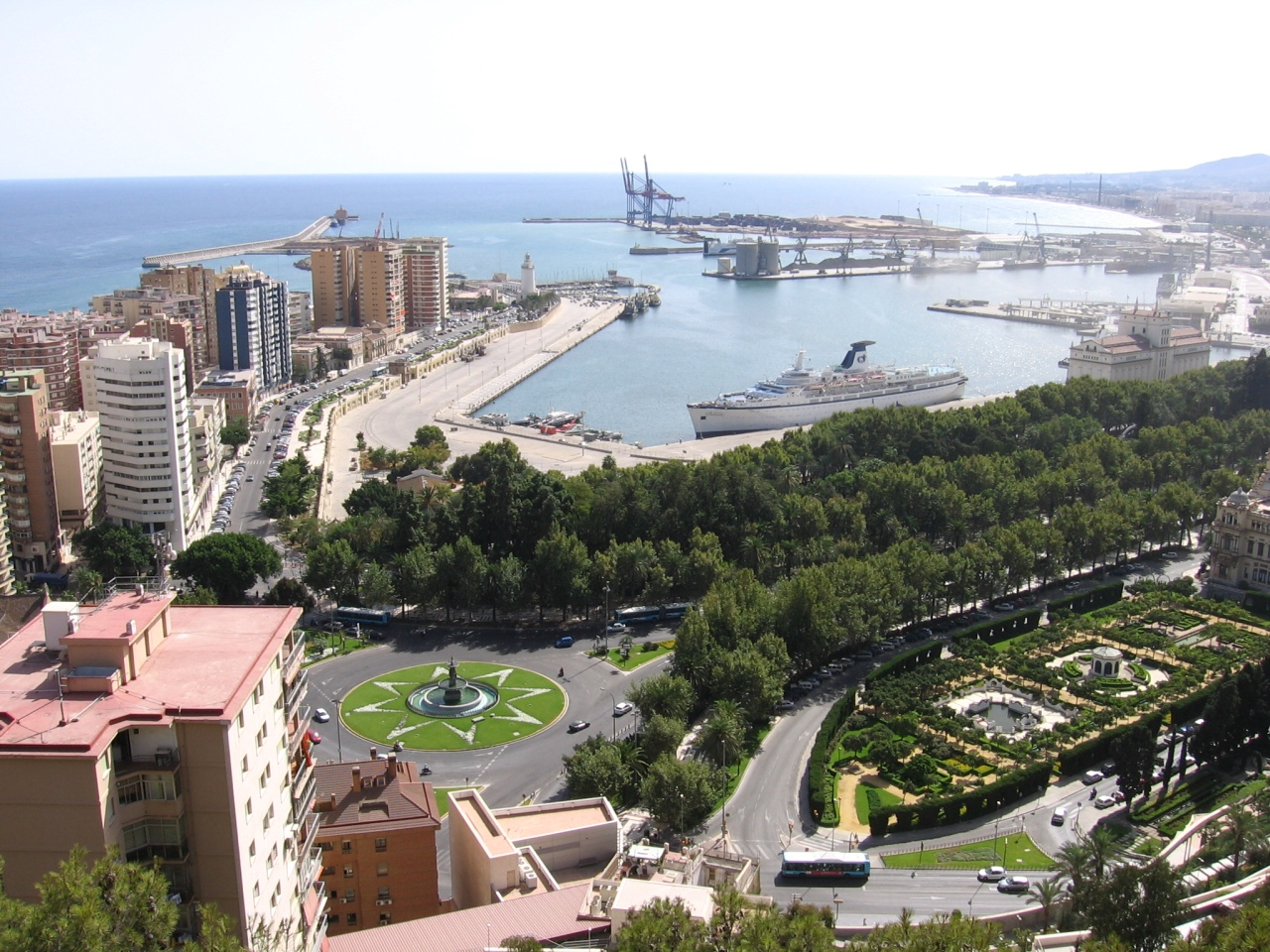
マラガ港

港湾
マラガ港は地中海沿岸で有数の歴史を持つ港湾であり、紀元前1000年頃にフェニキア人によって設立された。古代ローマ時代には陶器やワインなどの輸出港となり、イスラーム時代末期にはナスル朝グラナダ王国の貿易港として繁栄した。レコンキスタ後にはスペイン王国の輸出港としての地位を確立させ、1814年には初めて灯台が建設された。今日ではクルーズ船の寄港や工業製品の輸出入が行われている。マラガ港からは小規模な漁船も出港しているが、漁港としての性格は弱い。
道路
高速道路のA-45号線がマラガとコルドバを結んでいる。スペイン北東端のバルセロナからスペイン南端のアルヘシラスまで地中海岸を走るA-7号線は、アルメリアとアルへシラスの間の区間でマラガを通過している。

### 教育

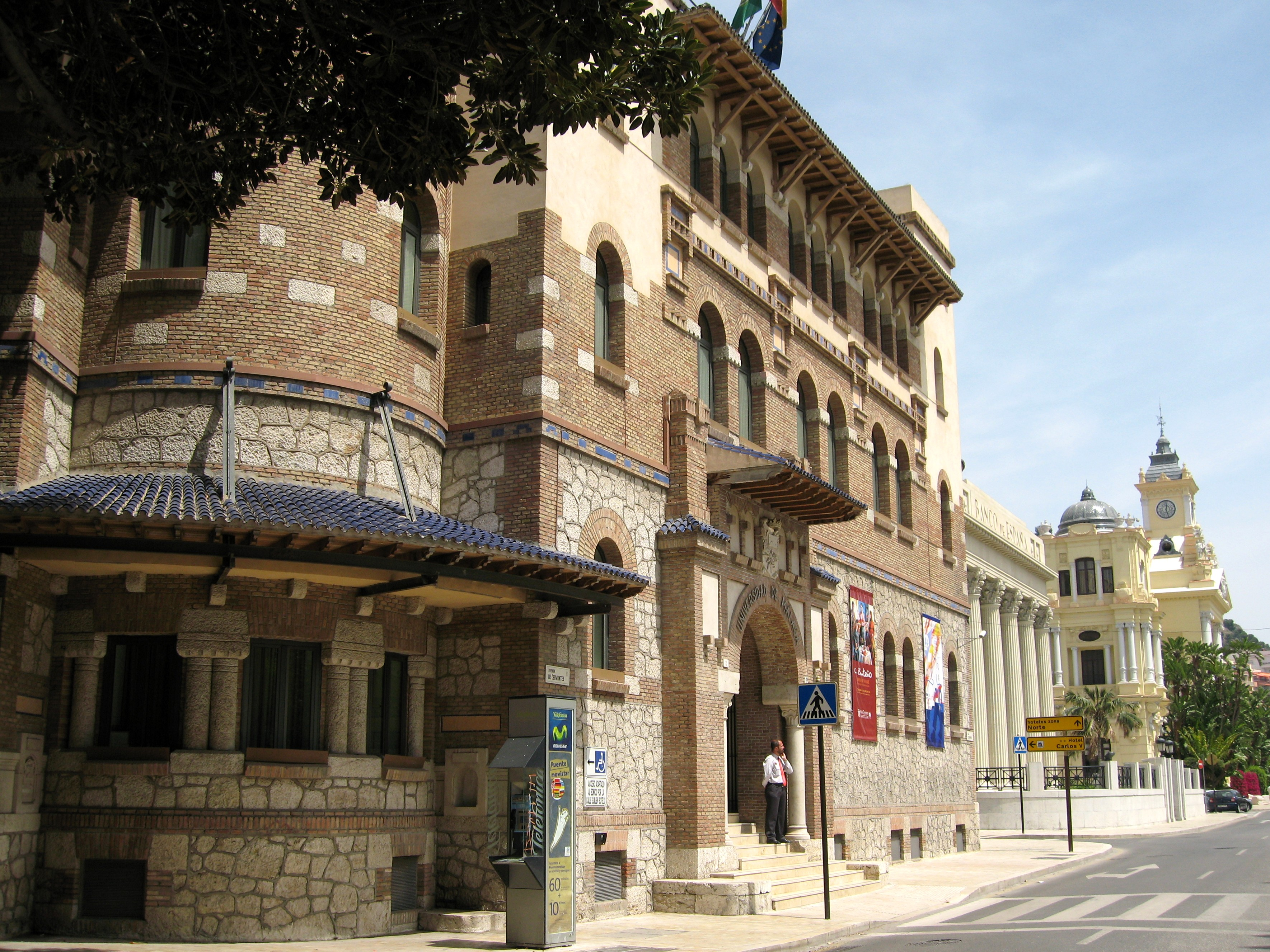
マラガ大学

フランコ体制（1939年-1975年）末期には、マラガはヨーロッパの人口30万人以上の都市として唯一大学を持たない都市だったとされる。1972年には公立大学（州立大学）としてマラガ大学が設立された。16世紀に設立されたセビリア大学（1505年）とグラナダ大学（1531年）に次いで、アンダルシア地方で3番目に設立された大学である。2016年のマラガ大学では約3万人の学部生、約2500人の大学院生が学んでいる。
マラガ大学は、工学校、建築学校、通信工学校、産業工学校、コンピュータ工学校、健康科学部、医学部、心理学部、理学部、芸術学部、人文学部、社会学部、教育学部、経済学部、経営学部、法学部、社会福祉学部、観光学部の13学部5学校があり、あらゆる学問分野の専攻を有している。郊外にある大規模なテアティーノス・キャンパス、中心市街地のエル・エヒド・キャンパスの2キャンパスを有している。

## 文化

### スポーツ

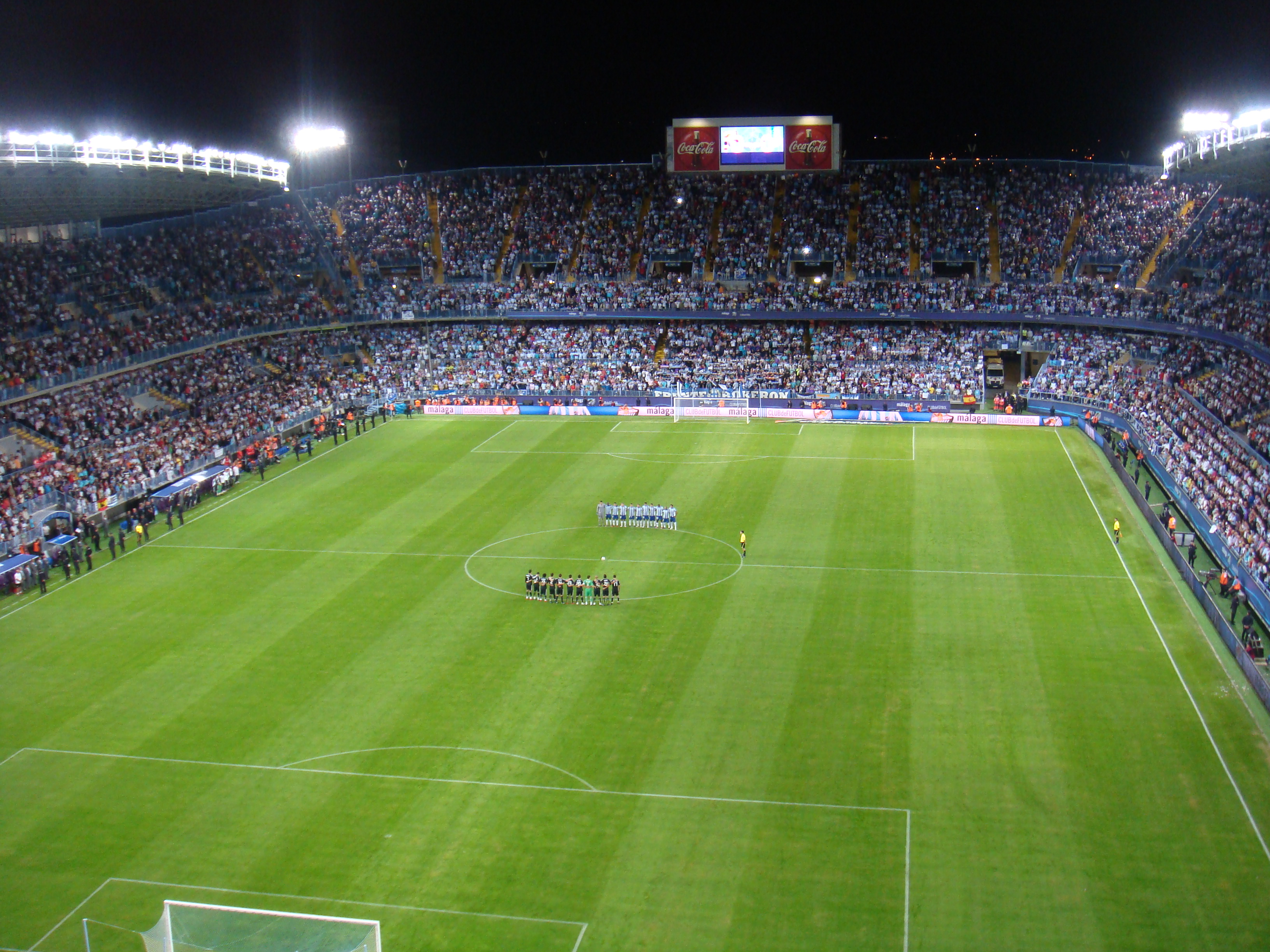
エスタディオ・ラ・ロサレーダ

7,500人収容の陸上競技場としてエスタディオ・デ・アスレティスモ・シウダ・デ・マラガがある。2006年にはヨーロッパ国別対抗陸上競技選手権が開催された。17,000人収容の屋内水泳場としてセントロ・アクアティコ・デ・マラガがある。2008年にはヨーロッパ水球選手権が開催された。マラガやその周辺地域では、サーフィン、ウィンドサーフィン、カイトサーフィン、スクーバダイビング、ボート競技などのウォータースポーツを行うことができる。

#### サッカー
マラガ最大のサッカークラブはマラガCFである。マラガCFは1904年に設立され、2018-19シーズンはセグンダ・ディビシオン（2部）に属している。国際大会では、2002-03シーズンのUEFAヨーロッパリーグでベスト8となり、2012-13シーズンのUEFAチャンピオンズリーグでベスト8となった。30,044人収容のエスタディオ・ラ・ロサレーダをホームスタジアムとしている。エスタディオ・ラ・ロサレーダはスペインが開催国となった1982 FIFAワールドカップの会場として3試合が行われた。コンサートなどに使用されることもあり、ジョージ・マイケルやシャキーラなどがこのスタジアムでコンサートを行った。
マラガCFのほかの男子サッカークラブには、セグンダ・ディビシオンB（3部）などに所属するCDエル・パロなどのサッカークラブもある。
女子サッカークラブとしてマラガCFフェメニーノがある。マラガCFフェメニーノは1992年に設立され、2016年にマラガCFの傘下クラブとして再設立された。1997-98シーズンにはプリメーラ・ディビシオン・フェメニーナ（女子1部）で優勝し、1998年にはコパ・デ・ラ・レイナ・デ・フットボルで優勝した。2018-19シーズンはプリメーラ・ディビシオン・フェメニーナ（女子1部）に属している。

#### バスケットボール
バスケットボールクラブとしてCBマラガがある。CBマラガは1977年に設立され、2018-19シーズンはリーガACB（1部）に属している。1994-95シーズンのリーガACBで準優勝し、2005-06シーズンのリーガACBで優勝した。2005年のコパ・デル・レイで優勝し、2009年のコパ・デル・レイで準優勝した。国際大会では、2006-07シーズンのユーロリーグで3位となり、2016-17シーズンにULEBユーロカップで優勝した。
CBマラガは14,000人収容のパラシオ・デ・デポルテス・ホセ・マリア・マルティン・カルペナをホームアリーナとしている。このアリーナでは、2007年にNBAヨーロッパライブツアー（NBAグローバルゲームズ）が行われた。

## 出身者
| 芸術家のピカソ（左）、俳優のバンデラス（右） |  | 芸術家のピカソ（左）、俳優のバンデラス（右） |
| 芸術家のピカソ（左）、俳優のバンデラス（右） |  |                                              |

- ソロモン・イブン・ガビーロール (1021–1058) : 哲学者・詩人。
- イブン・バイタール (1188–1248) : 植物学者・薬剤師。
- ルイ・ロペス・デ・ビリャロボス (1500–1544) : 探検家。
- ベルナルド・デ・ガルベス(1746–1786) : 軍人。
- マリア・マヌエラ・キルクパトリック(1794–1879) : フランス皇后ウジェニー・ド・モンティジョの母。
- ホセ・デ・サラマンカ（英語版）(1811–1883) : 実業家・政治家。
- アントニオ・カノバス・デル・カスティーリョ（英語版）(1828–1897) : 政治家。スペイン首相。
- ホセ・モレーノ・カルボネーロ（英語版）(1858–1942) : 画家。
- パブロ・ピカソ(1881–1973) : 芸術家。
- ビクトリア・ケント（英語版）(1898–1987) : 法曹・政治家。
- エミリオ・プラドス（英語版）(1899–1962) : 詩人。
- マヌエル・アルトアギーレ（英語版）(1905–1959) : 詩人。
- アントニオ・モリーナ（英語版）(1928–1992) : 歌手。
- アントニオ・テヘーロ(1932-) : 軍人。「23-F」クーデター未遂事件の首謀者。
- ホルヘ・ランド（英語版）(1941-) : 画家・彫刻家。
- マリソル（英語版）(1948–) : 女優。
- アンパロ・ムニョス(1954–2011) : ミス・ユニバース1974。
- アントニオ・バンデラス(1960–) : 俳優。
- ミゲル・アンヘル・ヒメネス(1964–) : プロゴルファー。
- アントニオ・デ・ラ・トーレ(1968-) : 俳優。
- フアン・ハシント・ムーニョス・レンヘル(1974-) : 小説家。
- カルロス・カベサス(1980-) : バスケットボール選手。
- ベルニ・ロドリゲス(1980-) : バスケットボール選手。
- ヘスス・レイナ(1986-) : ヴァイオリニスト。
- パブロ・アルボラン（英語版）(1989-) : 歌手。
- イスコ(1992-) : サッカー選手。
- 石田健人マルク(1995-) : 野球選手。
- ミリー・ボビー・ブラウン(2004-) : イギリスの女優。

## 姉妹都市
マラガの姉妹都市は以下の通りである。
- ファロ、ポルトガル[14]
- マニラ、フィリピン[15]
- メルボルン、オーストラリア
- モービル、アメリカ合衆国
- パッサウ、ドイツ[16]
- ポパヤン、コロンビア[17]
- サカテカス、メキシコ
- タンジェ、モロッコ[18]